# 巴西篩耳鯰
巴西篩耳鯰，為輻鰭魚綱鯰形目甲鯰科的其中一種，為熱帶淡水魚，分布於南美洲聖弗朗西斯科河流域，體長可達3.1公分，棲息在底層水域，生活習性不明。

## 扩展阅读
維基物種上的相關：巴西篩耳鯰